# 米哈利夫齊
49°1′47″N 27°32′15″E / 49.02972°N 27.53750°E
米哈利夫齊（羅馬化：Myhalivtsi）是烏克蘭的村落，位於該國西南部文尼察州，由日梅林卡區負責管轄，始建於1993年，面積2.48平方公里，海拔高度288米，2001年該村落人口1,033。